# 浅内村
浅内村（あさないむら）は秋田県山本郡にあった村。現在の能代市南西部の日本海に面した区域にあたる。

## 地理
- 海：日本海
- 湖沼：浅内沼

## 歴史
- 1591年（天正19年）正月吉日、豊臣秀吉が秋田実季の知行地を安堵した朱印状の写しに「川とが村」と合わせて高370石余の「あさ内村」とあるのが初見である。(「秋田家文書」)
- 寛文4年まで檜山郡、それ以降は山本郡。江戸期の「正保国絵図」で本田当高184石、「享保黒印高帳」で村高584石余（本田91、本田並43、新田213石）、「寛政村附帳」で当高282石余、「秋田風土記」「天保郷帳」ともに347石余。家数は享保期に121軒、支郷は寒川が16、石丁6、福田13、成合4、出戸13、黒岡32軒であった。文化期は支郷を含めて150軒であった。福田は天和3年以前は桑振村と言った[1]。
- 1889年（明治22年）4月1日 - 町村制の施行により、浅内村、河戸川村の区域をもって発足。
- 1955年（昭和30年）4月1日 - 能代市に編入。同日浅内村廃止。

## 交通

### 鉄道路線
村域を奥羽本線が通過したが、駅は所在しなかった。

### 道路
現在は旧村域に琴丘能代道路の能代南インターチェンジが所在するが、当時は未開通。